# ناتسی (داغستان)
ناتسی (به لاتین: Natsi) یک منطقهٔ مسکونی در روسیه است که در شهرستان آگولسکی واقع شده‌است.